# Elyes Garfi
Pour les articles homonymes, voir Garfi.
Elyes Garfi, né le 8 juin 1993 à Tunis, est un joueur tunisien de volley-ball. Il mesure 2,02 m et joue en tant que réceptionneur-attaquant.

## Clubs
- 2012-2013 : Club sportif de Hammam Lif (Tunisie)
- depuis 2013 : Espérance sportive de Tunis (Tunisie)

## Palmarès

### Équipe nationale
- Championnat d'Afrique des moins de 23 ans
  -  Vainqueur en 2014 ( Égypte)
- Championnat d'Afrique des moins de 21 ans
  -  Vainqueur en 2013 ( Tunisie)
- Championnat d'Afrique des moins de 19 ans
  -  Vainqueur en 2010 ( Afrique du Sud)

### Autres
- Vainqueur du Tournoi international de Navidad en 2012 ( Espagne)
- 3e au Tournoi international de Navidad en 2010 ( Espagne)
- Finaliste du championnat arabe des moins de 19 ans en 2011 ( Égypte)

### Clubs
- Championnat de Tunisie
  -  Vainqueur en 2015, 2016 et 2018
- Coupe de Tunisie
  -  Vainqueur en 2014 et 2017

## Récompenses et distinctions
- Meilleur marqueur du Tournoi international de Navidad en 2012 à Guadalajara[1]
- Meilleur joueur du championnat d'Afrique des moins de 23 ans 2014[2]